# Orphan: First Kill
Orphan: First Kill ist ein US-amerikanischer Psycho-Horror-Thriller aus dem Jahr 2022 und stellt ein Prequel zu dem im Jahr 2009 erschienenen Film Orphan – Das Waisenkind dar. Er wurde von Entertainment One in Zusammenarbeit mit Dark Castle Entertainment und Eagle Vision produziert und von Paramount Pictures erstmalig am 22. Juli 2022 auf den Philippinen veröffentlicht. Die Dreharbeiten fanden in Winnipeg, Kanada, von November bis Dezember 2020 statt. Regie führte William Brent Bell und die Hauptrollen waren mit Isabelle Fuhrman, Julia Stiles und Rossif Sutherland besetzt.
Der Film hat weltweit 37 Millionen Dollar eingespielt und erhielt gemischte Kritiken.

## Handlung
Im Januar 2007 gelingt der estnischen Psychiatriepatientin Leena Klammer, einer 31-jährigen Frau mit einer seltenen Hormonstörung namens Hypopituitarismus, die ihr das Aussehen eines neunjährigen Kindes verleiht, die Flucht aus dem Saarne-Institut, indem sie einen Wachmann verführt und tötet und sich im Auto einer Kunsttherapeutin namens Anna versteckt. Nachdem sie in Annas Haus eingebrochen ist und sie getötet hat, sucht Leena nach vermissten amerikanischen Mädchen und stellt fest, dass sie verblüffende Ähnlichkeit mit Esther Albright hat, einem Mädchen aus einer reichen Familie, das 2003 verschwunden ist. Später wird Leena, die sich als vermisstes Mädchen ausgibt, von einem russischen Polizisten angesprochen und stellt sich als „Esther“ vor und behauptet, ihre Eltern seien in den Vereinigten Staaten.
In Darien, Connecticut, werden der wohlhabende Künstler Allen Albright und seine Frau Tricia, die sich inzwischen mit dem Verschwinden ihrer Tochter abgefunden hat, von Detective Donnan informiert, dass „Esther“ gefunden wurde. Tricia reist zur US-Botschaft in Moskau, wo sie mit Esther wiedervereint wird. Tricia bringt Esther nach Hause und beginnt sofort zu zweifeln, als sie feststellt, dass Esther den Tod ihrer Großmutter vergessen hat oder dass ihre Malfähigkeiten im Vergleich zu vor ihrem Verschwinden enorm zugenommen haben. Leena verliebt sich in Allen, nachdem die beiden sich über ihre Malfähigkeiten angefreundet haben, und versucht, ihn von Tricia zu trennen.
Während Tricia und Allen eine von Tricia veranstaltete Wohltätigkeitsgala besuchen, kommt Donnan zum Haus und stiehlt eine Schallplatte aus Esthers Zimmer, auf der Leenas Fingerabdrücke zu sehen sind. Er nimmt sie mit zu sich nach Hause, ohne zu wissen, dass Leena ihm gefolgt ist, und analysiert die Fingerabdrücke, um festzustellen, dass sie nicht übereinstimmen. Leena greift Donnan an und sticht wiederholt mit einem Messer auf ihn ein, bevor Tricia eintrifft, die Leena gefolgt ist. Anstatt Leena aufzuhalten, eröffnet Tricia mit einer Waffe das Feuer auf Donnan und tötet ihn. Tricia enthüllt, dass sie weiß, dass Leena nicht Esther ist, die vier Jahre zuvor bei einem Streit mit ihrem älteren Bruder Gunnar starb, den Tricia ohne Allens Wissen vertuschte. Tricia erklärt, dass sie Leena nur aufnimmt, um Allen wieder glücklich zu machen, da er durch Esthers Verschwinden am Boden zerstört war. Leena offenbart Tricia ihre wahre Identität, und die beiden entsorgen Donnans Leiche in einer Kellerluke, in der die echte Esther begraben ist, und täuschen sein Verschwinden als Urlaubsreise vor, indem sie eine E-Mail an die Polizei fälschen.
Da Tricia und Gunnar wissen, dass es zu verdächtig wäre, wenn „Esther“ wieder verschwinden würde, vereinbaren sie, Leenas Spiel Allen zuliebe fortzusetzen, und Leena und Tricia bleiben auf der Hut voreinander. Schließlich versucht Tricia, da sie Leena nicht traut, sie während des Abendessens zu vergiften, aber Leena weigert sich, das Essen zu essen und entschuldigt sich. Leena verfüttert das Essen an die Ratte, die in ihrem Zimmer wohnt, und findet das Nagetier später tot auf, weil es das vergiftete Essen zu sich genommen hat. Leena rächt sich, indem sie für Tricia einen grünen Smoothie mit dem Kadaver des Nagetiers zubereitet. Allen verrät, dass er in die Stadt fährt, um eine Kunstgalerie zu besuchen. Am Bahnhof versucht Leena, Tricia und Gunnar vor einen Zug zu stoßen, aber ihr Versuch wird zufällig von einem vorbeifahrenden Pendler unterbrochen. Während Allen weg ist, versucht Leena zu fliehen, indem sie Tricias Auto stiehlt, aber sie wird bald von einem Polizeibeamten gefunden.
In dieser Nacht wird Leena zum Haus der Albrights zurückgebracht, und Tricia und Gunnar beschließen schließlich, Leena zu töten, da sie sie für zu gefährlich halten, um in ihrem Haushalt zu bleiben. Tricia versucht, einen Selbstmord zu inszenieren, aber Leena wehrt sich und flieht, bevor Gunnar sie die Treppe hinunterstößt. Abgelenkt durch einen Anruf von Allen, der nach Hause kommt, suchen Tricia und Gunnar nach Leena, als diese verschwindet. Gunnar findet Leena schließlich im Kunstraum, aber Leena schießt auf Gunnar mit einer Armbrust und ersticht ihn dann mit seinem Fechtschwert. Die wütende Tricia und Leena streiten sich in der Küche und setzen dabei versehentlich das Haus in Brand. Beide fliehen auf das Dach, als Allen nach Hause kommt.
Tricia und Leena rutschen aus und klammern sich an das Dach. Sie flehen Allen an, sie zu retten, wobei Leena behauptet, Tricia habe sie angegriffen, und Tricia versucht, die Wahrheit über Leena zu enthüllen. Da Allen nicht in der Lage ist, beide zu retten, beschließt er, „Esther“ zu helfen, wodurch Tricia ihren Halt verliert und in den Tod stürzt. Allen untersucht daraufhin Leenas Gesicht, woraufhin ihre falschen Zähne herausfallen. Als er erkennt, dass sie nicht Esther ist, versucht Leena, sich zu verteidigen, indem sie sagt, dass sie es für ihn getan hat, und gesteht auch ihre Liebe zu ihm. Als Allen sie ein Monster nennt, stößt Leena Allen unabsichtlich vom Dach in den Tod. Leena verkleidet sich daraufhin wieder als Esther und verlässt das brennende Haus, nachdem sie das Blut in ihrem Gesicht abgewischt hat.
Später wird „Esther“ in ein Waisenhaus gebracht, wo sie auf eine neue Familie wartet, die sie adoptiert.

## Produktion
Im Februar 2020 wurde bekannt gegeben, dass ein Prequel zu Orphan – Das Waisenkind mit dem Arbeitstitel Esther in Entwicklung ist. Die Dreharbeiten begannen im November 2020 in Winnipeg und wurden am 11. Dezember desselben Jahres abgeschlossen. Das Produktionsteam verwendete eine Kombination aus Make-up und erzwungenen perspektivischen Aufnahmen, um es Fuhrman zu ermöglichen, Esther erneut ohne CGI-Spezialeffekte darzustellen. Im September 2021 wurde bekannt gegeben, dass Paramount Pictures über Paramount Players die US-Vertriebsrechte für den Film erworben hatte, im Gegensatz zum vorherigen Film, der von Warner Bros. Pictures vertrieben wurde. International wurde der Film von Sierra/Affinity, einem Label von Entertainment One, vertrieben.

## Kritik
Das Lexikon des internationalen Films urteilte, der Film sei die „Neuauflage eines Horrorszenarios, das sich zum lustvollen Spiel mit dem Irrsinn des Genres“ entwickle. „[D]ie Motive um Trauer“ und „die Identitätskrise einer Frau in einem Kinderkörper“ blieben „oberflächlich“, während die Darstellerinnen „durchaus die tragische Grundierung der Figuren“ erfassten.